# آيت أحمد (تاكزيرت)
آيت أحمد هي إحدى مشيخات المملكة المغربية، تتبع جغرافيا لإقليم بني ملال وإداريًا لتاكزيرت. يقدر عدد سكانها بـ 5482 نسمة حسب الإحصاء الرسمي للسكان والسكنى لسنة 2004.